# Hochzeitstorte (Architektur)

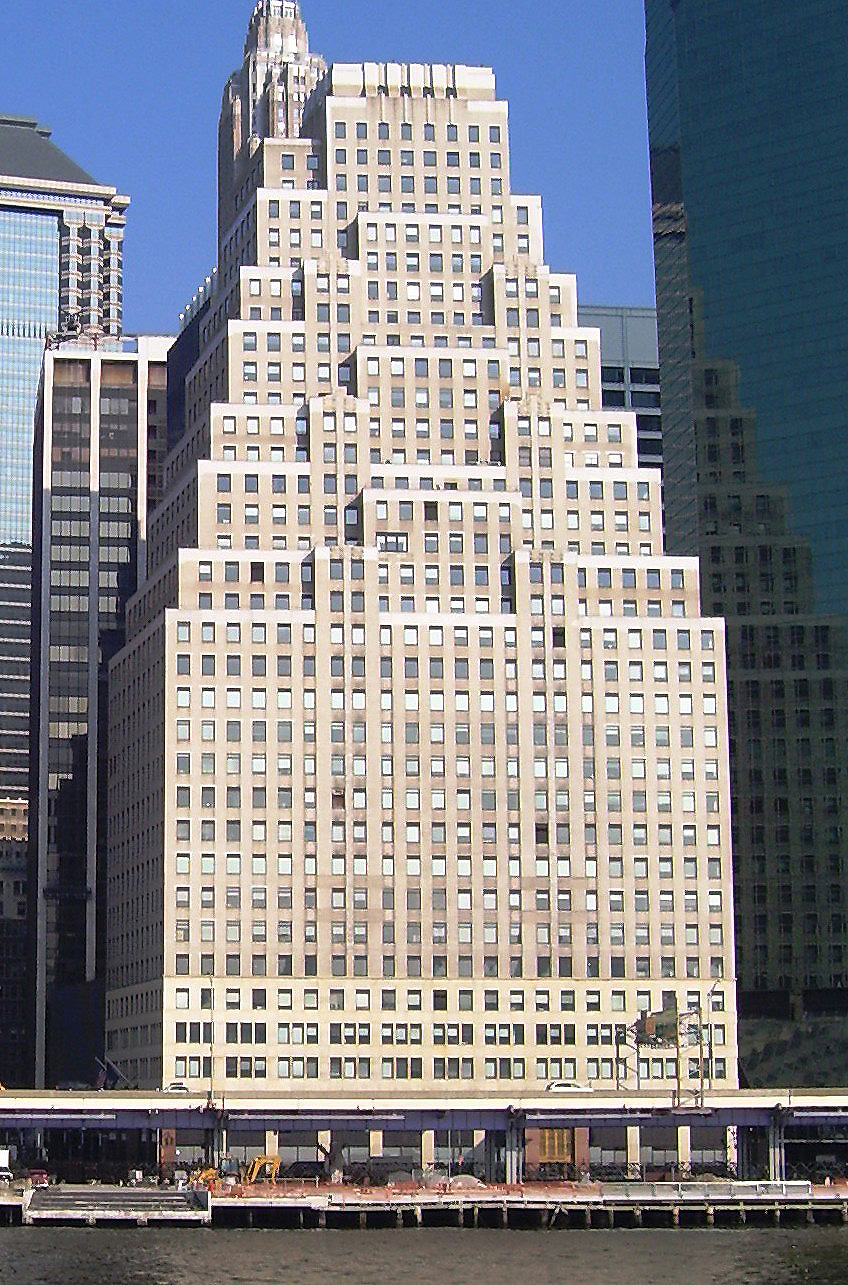
120 Wall Street 2 – typischer Hochzeitstorten-Stil von 1930

Die Hochzeitstorte (engl.: Wedding Cake) ist ein 1916 geprägter, damals umgangssprachlicher Begriff, der in die Fachsprache der Architektur des 20. Jahrhunderts einging. Darunter versteht man Gebäude, die sich treppenartig nach oben verjüngen.

## Geschichte und Beispiele
1916 trat in Manhattan die erste Zoning Resolution für New York City in Kraft, mit dem Ziel, dem beliebig hohen und engen Bau von Hochhäusern Einhalt zu gebieten. Die Gesetzgeber hielten es für angebracht, den Menschen auf der Straße noch genügend frische Luft und Sonnenlicht zu bieten. Als abschreckendstes Beispiel galt damals das 1915 fertiggestellte knapp 40-stöckige Equitable Building (New York), dessen vier Außenkanten bis zur Spitze in 164 Metern Höhe reichen. Statt ein generelles Verbot für neue Hochhäuser zu erlassen, schrieb das neue Gesetz vor, Gebäude ab einer bestimmten Bauhöhe mit Rückstufungen (englisch: setbacks) zu versehen. Damit bekamen sie die Treppenstruktur einer Hochzeitstorte.
Erst der Bauboom der 1930er Jahre nach der Weltwirtschaftskrise  brachte die Hochzeitstorten-Architektur zum Durchbruch. Sie wurde da nicht mehr als Makel, sondern als Stilmittel empfunden. Damals entstand unter anderem das Empire State Building mit fünf  markanten Abstufungen.

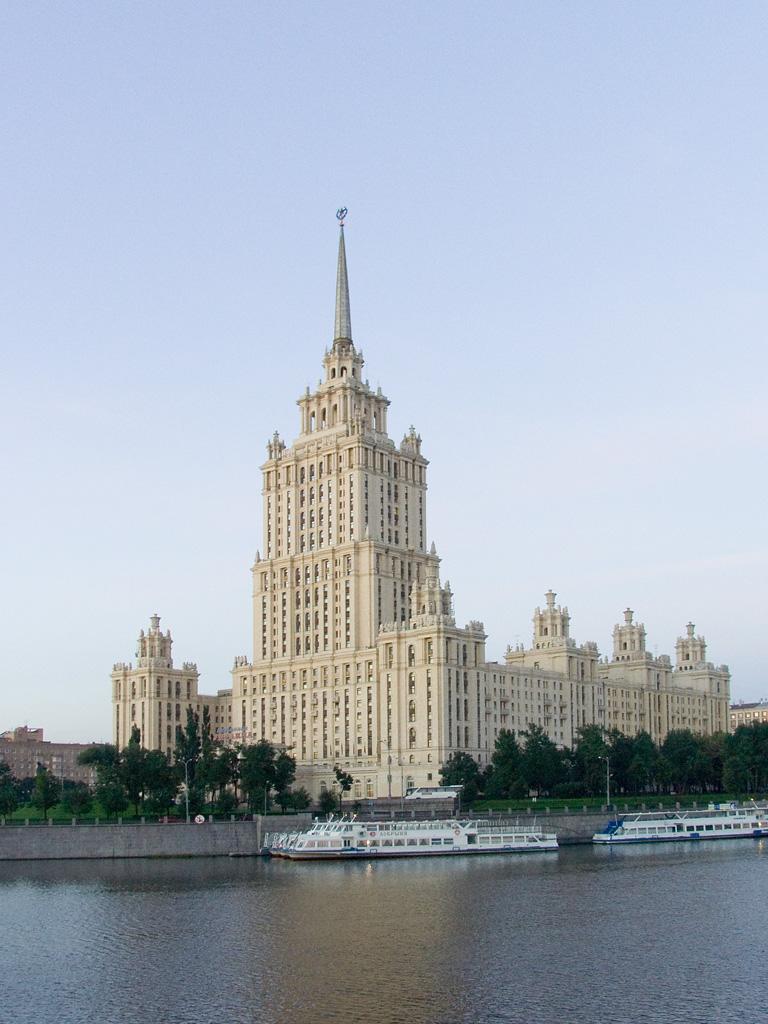
Hotel Ukraine in Moskau

Auch wenn der Begriff eng mit Manhattan verbunden ist und dort zu einer eigenen, heute die Stadt prägenden Hochhausspitzenästhetik führte, spricht man auch im weiteren Sinn beim Monumento a Vittorio Emanuele II in Rom und der St Paul’s Cathedral in London von Hochzeitstorten. Näher am amerikanischen Original sind viele Gebäude der Stalinistischen Architektur, etwa die Sieben Schwestern in Moskau.
Als weit hergeholt, aber gelegentlich in diesem Zusammenhang genannt, gilt die Zikkurat, welche sich ebenfalls nach oben verjüngt, jedoch in der Regel keine klaren Treppen, sondern vor allem Schrägen aufweist.